# Rezerwat przyrody Brzeźno
Brzeźno – torfowiskowy rezerwat przyrody znajdujący się na terenie gmin Dorohusk i Chełm, w powiecie chełmskim, w województwie lubelskim. Leży w granicach Chełmskiego Parku Krajobrazowego, na terenie Nadleśnictwa Chełm.
- powierzchnia (według aktu powołującego) – 157,78 ha[2]
- powierzchnia (dane nadesłane z nadleśnictwa) – 124,48 ha[5]
- rok utworzenia – 1973
- dokument powołujący – Zarządzenie Ministra Leśnictwa i Przemysłu Drzewnego z dnia 23 stycznia 1973 roku w sprawie uznania za rezerwaty przyrody (MP nr 5, poz. 38).
- przedmiot ochrony (według aktu powołującego) – zachowanie ze względów naukowych i dydaktycznych torfowiska węglanowego z rzadkimi gatunkami roślin[2].

W rezerwacie znajduje się jedyne w Polsce stanowisko starca wielkolistnego (Senecio doria). Z rzadszych w Polsce roślin występują tu: kosaciec syberyjski, kruszczyk błotny, pełnik europejski, gnidosz królewski, kosatka kielichowa, kukułka krwista, listera jajowata, zawilec wielkokwiatowy.
Awifaunę reprezentują m.in.: wodniczka (gatunek zagrożony w skali w skali globalnej, ma tu jedną z czterech najważniejszych ostoi na świecie), błotniak łąkowy (największe zagęszczenie w Europie), kulik wielki, bekas dubelt, kropiatka, zielonka i żuraw.